# Grignols, Gironde
Grignols är en kommun i departementet Gironde i regionen Nouvelle-Aquitaine i sydvästra Frankrike. Kommunen ligger i kantonen Grignols som tillhör arrondissementet Langon. År 2022 hade Grignols 1 209 invånare.

## Befolkningsutveckling
Antalet invånare i kommunen Grignols
Referens:INSEE